# Ulric Andersson
John Ulric Andersson, född 25 maj 1963 i Borlänge i Stora Tuna församling, är en svensk kyrkomusiker, sångpedagog och operasångare (tenor).
Andersson är utbildad kyrkomusiker, sångpedagog, körpedagog och operasångare. Han har bland annat studerat i fyra år vid Operaakademiet vid Det Kongelige Teater i Köpenhamn. Han har undervisat i sång vid Musikhögskolan i Malmö samt varit utbildningsledare för kyrkomusikerutbildningen vid Ersta Sköndal högskola och organist i S:t Nikolai församling i Halmstad. Från 2013 är han domkyrkoorganist i Uppsala domkyrkoförsamling och dirigent för körerna Collegium Cantorum och Uppsala katedralsångare.
Under cirka tio år arbetade han som operasångare i Danmark, norra Tyskland och Polen. Han sjöng exempelvis Cavaradossi i Tosca på Malmö Opera säsongen 1999–2000 och Don José i Carmen på Det Kongelige Teater under 2002. Han har dessutom gjort roller som Siegmund i Valkyrian, Florestan i Fidelio och titelrollerna i Lohengrin och Hoffmanns äventyr.